# ATP-toernooi van Keulen
Het ATP-toernooi van Keulen was een tennistoernooi voor mannen dat eenmalig in 1992 op de ATP-kalender stond.

## Geschiedenis
Het toernooi nam in 1992 de licentie over van het ATP-toernooi van Geneve. In 1993 werd de licentie weer verkocht aan de Roemeense ex-tennisser en zakenman Ion Țiriac, die het toernooi naar Boekarest verplaatste.

## Finales

### Enkelspel
| Jaar | Winnaar         | Finalist        | Score       |
| ---- | --------------- | --------------- | ----------- |
| 1992 | Bernd Karbacher | Marcos Ondruska | 7-6(4), 6-4 |

### Dubbelspel
| Jaar | Winnaars                        | Finalisten                 | Score         |
| ---- | ------------------------------- | -------------------------- | ------------- |
| 1992 | Horacio de la Peña Gustavo Luza | Ronnie Båthman Libor Pimek | 6-7, 6-0, 6-2 |

 Genève (1980-1991) →  Keulen (1992) →  Boekarest (1993-2016) →  Boedapest (2017-2020) →  Belgrado (2021-2022) →  Banja Luka (2023) →  Boekarest (2024-heden)
ITF-toernooien (mannen en vrouwen)

ATP-toernooien (mannen) – ATP-seizoen 2025

WTA-toernooien (vrouwen) – WTA-seizoen 2025

Voormalige toernooien mannen
Voormalige toernooien vrouwen
Voormalige amateurtoernooien